# Chlenias zonaea
Chlenias zonaea är en fjärilsart som beskrevs av Guest 1887. Chlenias zonaea ingår i släktet Chlenias och familjen mätare. Inga underarter finns listade i Catalogue of Life.